# Howard Kendall
Howard Kendall (Ryton, 22 de maio de 1946 – Southport, 17 de outubro de 2015) foi um futebolista e treinador de futebol inglês. Como treinador, o maior sucesso de Kendall foi vencer a Taça dos Clubes Vencedores de Taças na temporada 1984–85 com o Everton FC.